# Neuromito del cerebro inactivo

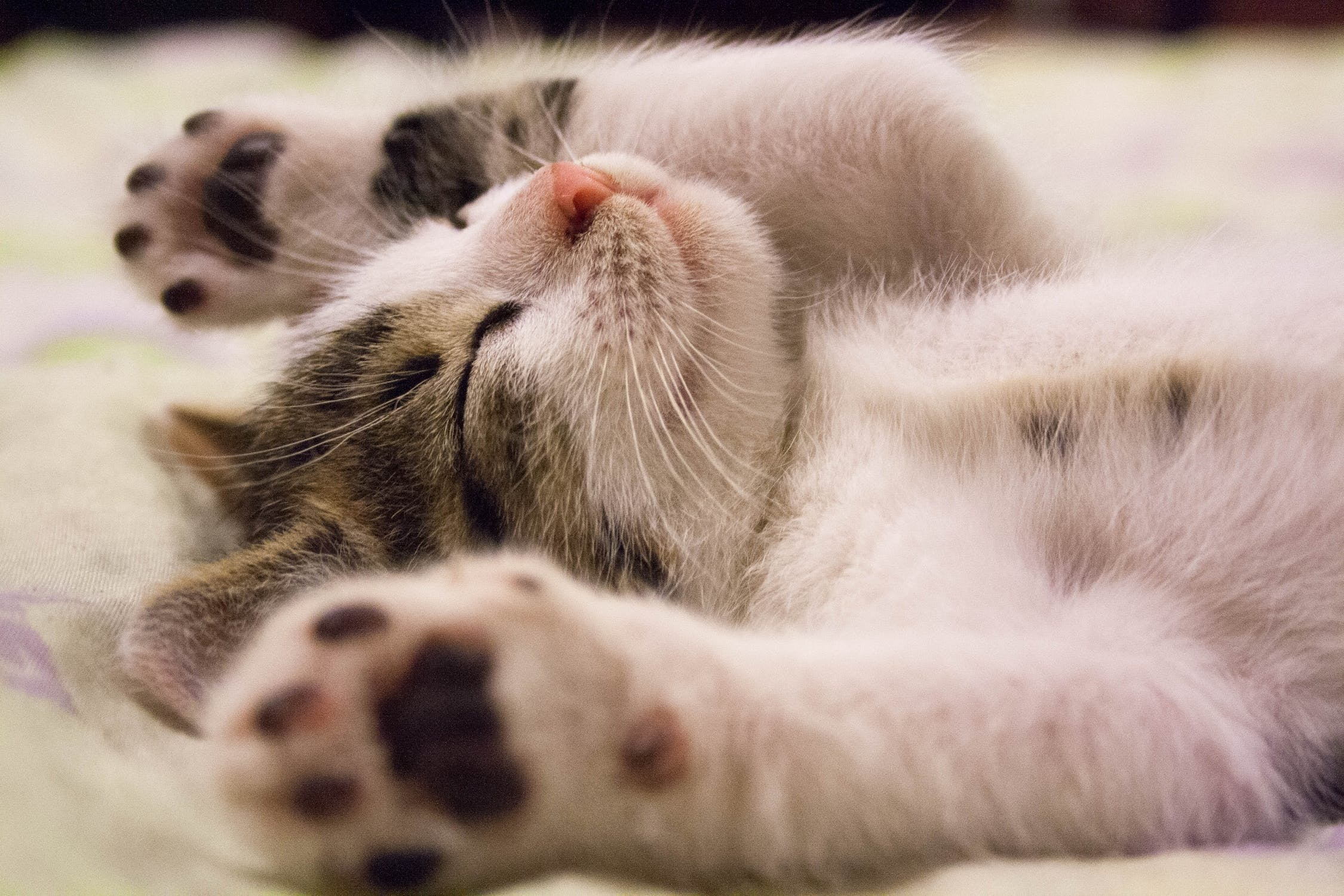
El cerebro dormido no está inactivo, ya que la mayoría de las neuronas corticales están activas tal como lo están durante el comportamiento.

El neuromito del cerebro inactivo es un mito que afirma que el cerebro descansa y por eso se mantiene sin actividad cuando estamos durmiendo. Según las neurociencias, el cerebro trabaja permanentemente. De hecho, está más activo y consume más energía por las noches. Cuando el cerebro parece estar inactivo, como al inicio del sueño o en un estado de anestesia leve, en realidad mantiene una gran actividad que le permite estar preparado para volver a entrar en acción.

## Función del sueño en el cerebro
La mayoría de las neuronas corticales, libres de estímulos del ambiente, al dormir permanecen activas.El cerebro exhibe un alto nivel de actividad eléctrica durante el sueño, alternando entre las fases SW (slow wave) y REM, con periodos REM asociados con los sueños.El sueño no es homogéneo, se subdivide en etapas y subetapas que se caracterizan por diferentes ritmos y patrones. Existen múltiples tipos diferentes de recuerdos (memorias episódicas y semánticas, memorias de procedimientos y de habilidades, condicionamiento pavloviano, etc.) que dependen de redes de estructuras diferentes, aunque a veces superpuestas, y que a su vez exhiben diferentes patrones de sueño.  Cada vez hay más evidencia que respalda la opinión de que la transición de los recuerdos de un estado lábil, dependiente del hipocampo, a un estado estable o consolidado, independiente del hipocampo, depende de procesos de plasticidad impulsados por la actividad que tiene lugar durante el sueño.Durante el sueño el cerebro se encarga de asociar, entrelazar y relacionar esos contenidos entre sí.Por eso dormir ayuda al aprendizaje y a fijar conocimientos.Además, los niveles de trifosfato de adenosina, que son los químicos fundamentales para proveer a las células de energía, aumentan durante el sueño. 
La privación de sueño a corto plazo produce disminuciones globales en la actividad cerebral, con mayores reducciones en la actividad en la red cortico-talámica distribuida que media la atención y los procesos cognitivos de orden superior. Los productos de desecho metabólico de la actividad neuronal se eliminan del cerebro dormido a un ritmo más rápido que durante el estado de vigilia por lo que mientras dormimos se cumple una función reparadora. La necesidad de dormir evolucionó para eliminar los neurotransmisores que escapan a la recaptación y se acumulan en el líquido intersticial del cerebro, evitando las consecuencias dañinas de la acumulación de neurotransmisores y la reducción de la actividad sináptica.